# NGC 3444
NGC 3444 est une galaxie spirale vue par la tranche, relativement éloignée et située dans la constellation du Lion. NGC 3444 a été découverte par l'astronome allemand Albert Marth en 1865.

## Caractéristiques
Sa vitesse par rapport au fond diffus cosmologique est de 9 750 ± 25 km/s, ce qui correspond à une distance de Hubble de 144 ± 10 Mpc (∼470 millions d'al).
À ce jour, huit mesures non basées sur le décalage vers le rouge (redshift) donnent une distance de 130,500 ± 17,468 Mpc (∼426 millions d'al), ce qui est à l'intérieur des valeurs de la distance de Hubble. Notons cependant que c'est avec la valeur moyenne des mesures indépendantes, lorsqu'elles existent, que la base de données NASA/IPAC calcule le diamètre d'une galaxie et qu'en conséquence le diamètre de NGC 3444 pourrait être d'environ 49,1 kpc (∼160 000 al) si on utilisait la distance de Hubble pour le calculer.
La classe de luminosité de NGC 3444 est II-III et elle présente une large raie HI.